# RSN Stadium
Das RSN Stadium ist ein Fußballstadion in der kambodschanischen Hauptstadt Phnom Penh. Es ist auf der Haupttribüne überdacht und bietet 5000 Sitzplätze. Hinter der Haupttribüne liegt ein Fußballtrainingsplatz. Die Anlage ist die Heimspielstätte des Fußballclubs Phnom Penh Crown aus der Cambodian League. Der Präsident von Phnom Penh Crown, Rithy Samnang, war treibende Kraft für den Bau und ist der Eigentümer des Stadions.

## Geschichte
Das RSN Stadium wurde Anfang Juni 2015 nach 20 Monaten Bauzeit eröffnet. Aus diesem Anlass fand vom 5. bis 7. Juni der RSN Youth Cup mit vier U-18-Mannschaften statt. Die erste Partie fand zwischen der Phnom Penh Crown Academy und dem Frenz United FC aus Pahang, Malaysia, statt. Die weiteren Mannschaften kamen aus Thailand und waren der Chonburi FC aus Chon Buri und Muangthong United aus Nonthaburi. Der Erlös der Veranstaltung ging an die Kantha Bopha Children’s Hospitals, die Kindern in Kambodscha kostenlose medizinische Versorgung bieten. Im Stadion wurde am 21. Oktober 2016 das Qualifikationsspiel zur Fußball-Südostasienmeisterschaft Ende des Jahres zwischen Laos und Brunei (4:3) vor 200 Zuschauern ausgetragen.